# Numia heterochloriaria
Numia heterochloriaria är en fjärilsart som beskrevs av Herrich-Schäffer 1870. Numia heterochloriaria ingår i släktet Numia och familjen mätare. Inga underarter finns listade i Catalogue of Life.